# بيلتينه
بيلتينه (بالإنجليزية: Piltene)‏ هي منطقة سكنية تقع في لاتفيا في Ventspils District. يقدر عدد سكانها بـ 1,776 نسمة .